# La monja guerrera
Warrior Nun (en español, La monja guerrera) es una serie de televisión de drama y fantasía estadounidense creada por Simon Barry, y basada en el cómic Warrior Nun Areala de Ben Dunn, se estrenó en Netflix el 2 de julio de 2020.

## Sinopsis
El argumento gira en torno a la historia de una joven huérfana de 19 años (Ava Silva) que despierta de la muerte, en medio de una morgue, con una nueva oportunidad de vida y un artefacto divino incrustado en su espalda (Halo), ella descubre que ahora es parte de una antigua orden de monjas (La Orden de la espada cruciforme) que se ha encargado de luchar contra los demonios que se hallan en la Tierra. Poderosas fuerzas que representan tanto el cielo como el infierno buscarán encontrarla y controlarla.

## Reparto

### Principal
- Alba Baptista como Ava Silva[3]
- Tristán Ulloa como Padre Vincent[4]
- Toya Turner como Shotgun Mary (temporada 1)
- Lorena Andrea como Hermana Lilith
- Thekla Reuten como Jillian Salvius
- Kristina Tonteri-Young como Hermana Beatrice
- Olivia Delcán como Hermana Camila

### Secundario
- Sylvia De Fanti como Madre Superior
- Emilio Sakraya como JC (temporada 1)
- Joaquim de Almeida como Cardenal/Papa Francisco Duretti[5]
- Lope Haydn Evans como Michael Salvius (temporada 1)
- Jack Mullarkey como Michael Salvius de adulto (temporada 2)[6]
- Guiomar Alonso como Areala
- William Miller como Adriel
- Charlotte Vega como Zori (temporada 1)[7]
- Peter de Jersey como Kristian Schaefer
- May Simón Lifschitz como Chanel (temporada 1)
- Dimitri Abold como Randall (temporada 1)
- Meena Rayann como Yasmine Amunet (temporada 2)[6]
- Richard Clothier como Cardenal William Foster (temporada 2)[6]
- Sadiqua Binum como Hermana Dora (temporada 2)

### Invitados
- Melina Matthews como Hermana Shannon Masters
- Frances Tomelty como Hermana Frances (temporada 1)
- Fred Pritchard como Diego (temporada 1)
- Alberto Ruano como Mateo (temporada 1)
- Sinead MacInnes como Hermana Crimson (temporada 1)
- Oscar Foronda como Cabellero cruzado (temporada 1)
- Julius Cotter como Justin, Arzobispo de Canterbury (temporada 2)
- Christian Stamm como Cardenal Gunter (temporada 2)
- Miquel Ripeu como Cardenal Rossi (temporada 2)
- Andrea Tivadar como Reya (temporada 2)

## Episodios
| Temporada | Temporada | Episodios | Episodios | Lanzamiento original    | Lanzamiento original    |
| --------- | --------- | --------- | --------- | ----------------------- | ----------------------- |
|           | 1         | 10        | 10        | 2 de julio de 2020      | 2 de julio de 2020      |
|           | 2         | 8         | 8         | 10 de noviembre de 2022 | 10 de noviembre de 2022 |

### Temporada 1 (2020)
| N.º en serie | N.º en temp. | Título                 | Dirigido por         | Escrito por                    | Fecha de emisión original |
| ------------ | ------------ | ---------------------- | -------------------- | ------------------------------ | ------------------------- |
| 1            | 1            | «Salmos 46,5»          | Jet Wilkinson        | Simon Barry                    | 2 de julio de 2020        |
| 2            | 2            | «Proverbios 31,25»     | Jet Wilkinson        | Terri Hughes Burton            | 2 de julio de 2020        |
| 3            | 3            | «Efesios 6,11»         | Agnieszka Smoczyńska | Amy Berg                       | 2 de julio de 2020        |
| 4            | 4            | «Eclesiástico 26,9-10» | Agnieszka Smoczyńska | David Hayter                   | 2 de julio de 2020        |
| 5            | 5            | «Mateo 7,13»           | Sarah Walker         | Matt Bosack                    | 2 de julio de 2020        |
| 6            | 6            | «Isaías 30,20-21»      | Sarah Walker         | Amy Berg                       | 2 de julio de 2020        |
| 7            | 7            | «Efesios 4,22-24»      | Mathias Herndl       | Sheila Wilson & Suzanne Keilly | 2 de julio de 2020        |
| 8            | 8            | «Proverbios 14,1»      | Mathias Herndl       | David Hayter & Matt Bosack     | 2 de julio de 2020        |
| 9            | 9            | «2 Corintios 10,4»     | Simon Barry          | Terri Hughes Burton            | 2 de julio de 2020        |
| 10           | 10           | «Apocalipsis 2,10»     | Simon Barry          | Simon Barry                    | 2 de julio de 2020        |

### Temporada 2 (2022)
| N.º en serie | N.º en temp. | Título                | Dirigido por | Escrito por                  | Fecha de emisión original |
| ------------ | ------------ | --------------------- | ------------ | ---------------------------- | ------------------------- |
| 11           | 1            | «Gálatas 6, 4-5»      | Sarah Walker | Simon Barry                  | 10 de noviembre de 2022   |
| 12           | 2            | «Colosenses 3, 9-10»  | Sarah Walker | Amy Berg & Andréa Vasilo     | 10 de noviembre de 2022   |
| 13           | 3            | «Lucas 8, 17»         | Kasia Adamik | Brenden Gallagher            | 10 de noviembre de 2022   |
| 14           | 4            | «Corintios 10, 20-21» | Kasia Adamik | Suzanne Keilly               | 10 de noviembre de 2022   |
| 15           | 5            | «Marcos 10, 45»       | Denis Rovira | Sheila Wilson                | 10 de noviembre de 2022   |
| 16           | 6            | «Isaías 40, 31»       | Denis Rovira | David Hayter                 | 10 de noviembre de 2022   |
| 17           | 7            | «Salmos 116, 15»      | Simon Barry  | Sheila Wilson & David Hayter | 10 de noviembre de 2022   |
| 18           | 8            | «Jeremías 29, 13»     | Simon Barry  | Simon Barry                  | 10 de noviembre de 2022   |

## Producción
El 28 de septiembre de 2018, se anunció que Netflix había dado a la producción un pedido en serie para una primera temporada que consta de diez episodios. Simon Barry estaba listo para servir como showrunner para la serie. Barry también es acreditado como productor ejecutivo junto a Stephen Hegyes con Terri Hughes Burton como coproductor ejecutivo de la serie. El 19 de agosto de 2020 se anunció la continuidad con una segunda temporada. Las compañías de producción involucradas con la serie son Barry's Reality Distortion Field y Fresco Film Services.

### Casting
Algún tiempo después del anuncio del pedido de la serie, se confirmó que Alba Baptista, Toya Turner, Tristan Ulloa, Thekla Reuten, Kristina Tonteri-Young, Lorena Andrea y Emilio Sakraya protagonizarían la serie. El 1 de abril de 2019, Deadline anunció que Sylvia De Fanti se había unido al elenco como una serie regular. El 18 de octubre de 2021, Meena Rayann, Jack Mullarkey y Richard Clothier se unieron al elenco secundario de la segunda temporada.

### Filmación
La filmación de la primera temporada se llevó a cabo íntegramente en Andalucía, España. Las ciudades escogidas fueron Antequera, donde se encontraría la sede de la Orden de la Espada Cruciforme (la Colegiata, la Alcazaba, el Torcal y varias iglesias como la de Jesús o San Juan de Dios), Ronda (puente Nuevo), Málaga (el Museo de Málaga, la Catedral y la Térmica), Marbella y Sevilla (el Alcázar y la Real Fábrica de Tabacos). El rodaje de la primera temporada tuvo lugar del 11 de marzo al 5 de julio de 2019. La prepoducción  de la segunda temporada comenzó a finales de mayo de 2021 y el rodaje empezó el 26 de julio de 2021 en Madrid y terminó el 3 de noviembre en España.

## Estreno
El 17 de junio de 2020, Netflix lanzó el avance oficial de la serie. El mismo tráiler confirma la fecha de estreno para el 2 de julio. La segunda temporada se estrenó el pasado 10 de noviembre de 2022.

## Cancelación
A mediados de diciembre de 2022 la cadena, a pesar del éxito de la serie, Netflix decidió cancelar la serie insatisfecha por las cuotas alcanzadas que estimaban insuficientes.. Varios medios se hacían eco de la buena recepción de la segunda temporada que, aun así, se antojaba insuficiente para garantizar su continuidad.
Luego de la cancelación de Warrior Nun por parte de Netflix en diciembre de 2022, los fanáticos de la serie se unieron en las redes sociales para que otro servicio de transmisión, AppleTV +, retome el programa para una tercera temporada.